# Zwitserland op het Eurovisiesongfestival 1996
Zwitserland nam deel aan het  Eurovisiesongfestival 1996, gehouden in Oslo, Noorwegen. Het was de 40ste deelname van het land.

## Selectieprocedure
Net zoals de vorige jaren koos men er deze keer voor om een interne selectie te organiseren.
Er werd gekozen voor de Zwitserse zangeres Cathy Leander met het lied Mon coeur l'aime.

## In Oslo
Zwitserland moest als 9de aantreden op het festival, net na Oostenrijk en voor Griekenland. Op het einde van de puntentelling bleek dat ze 22 punten hadden verzameld, wat goed was voor een 16de plaats.
Nederland en België hadden respectievelijk 4 en 2 punten over voor deze inzending.

### Gekregen punten

#### Finale
| 12 punten | 10 punten                       | 8 punten                        | 7 punten            | 6 punten |
| --------- | ------------------------------- | ------------------------------- | ------------------- | -------- |
|           |                                 |                                 |                     |          |
| 5 punten  | 4 punten                        | 3 punten                        | 2 punten            | 1 punt   |
|           | - Finland - Ierland - Nederland | - IJsland - Verenigd Koninkrijk | - België - Slovenië |          |

### Punten gegeven door Zwitserland

#### Finale
Punten gegeven in de finale:
| 12 punten | Ierland             |
| 10 punten | Portugal            |
| 8 punten  | Zweden              |
| 7 punten  | Noorwegen           |
| 6 punten  | Turkije             |
| 5 punten  | Cyprus              |
| 4 punten  | Verenigd Koninkrijk |
| 3 punten  | Nederland           |
| 2 punten  | Griekenland         |
| 1 punt    | Kroatië             |

1956 · 1957 · 1958 · 1959 · 1960 · 1961 · 1962 · 1963 · 1964 · 1965 · 1966 · 1967 · 1968 · 1969 · 1970 · 1971 · 1972 · 1973 · 1974 · 1975 · 1976 · 1977 · 1978 · 1979 · 1980 · 1981 · 1982 · 1983 · 1984 · 1985 · 1986 · 1987 · 1988 · 1989 · 1990 · 1991 · 1992 · 1993 · 1994 · 1995 · 1996 · 1997 · 1998 · 1999 · 2000 · 2001 · 2002 · 2003 · 2004 · 2005 · 2006 · 2007 · 2008 · 2009 · 2010 · 2011 · 2012 · 2013 · 2014 · 2015 · 2016 · 2017 · 2018 · 2019 · 2020 · 2021 · 2022 · 2023 · 2024 · 2025